# Acanthacara
Acanthacara is een geslacht van rechtvleugeligen uit de familie sabelsprinkhanen (Tettigoniidae). De wetenschappelijke naam van dit geslacht is voor het eerst geldig gepubliceerd in 1869 door Scudder.

## Soorten
Het geslacht Acanthacara  is monotypisch en omvat slechts de volgende soort:
- Acanthacara acuta (Scudder, 1869)